# NGC 4891
NGC 4891 est une étoile située dans la constellation de la Vierge. L'astronome allemand Wilhelm Tempel a enregistré la position de cette étoile le 21 avril 1882.
NGC 4891 est souvent identifié incorrectement à la galaxie NGC 4897, par exemple sur le site de Simbad.